# Finnish International 2013
Die Finnish International 2013 fanden vom 4. bis zum 7. April 2013 in der Energia Areena in Vantaa statt. Es war die 16. Austragung dieser internationalen Meisterschaften von Finnland im Badminton.

## Medaillengewinner
| Disziplin    | Gold                                 | Silber                                     | Bronze                               |
| ------------ | ------------------------------------ | ------------------------------------------ | ------------------------------------ |
| Herreneinzel | Rajiv Ouseph                         | Dmytro Zavadsky                            | Brice Leverdez                       |
| Herreneinzel | Rajiv Ouseph                         | Dmytro Zavadsky                            | Ville Lång                           |
| Dameneinzel  | Carolina Marín                       | Beatriz Corrales                           | Maja Tvrdy                           |
| Dameneinzel  | Carolina Marín                       | Beatriz Corrales                           | Kristína Gavnholt                    |
| Herrendoppel | Nelson Heg Wei Keat Teo Ee Yi        | Mohd Lutfi Zaim Abdul Khalid Tan Wee Gieen | Frederik Colberg Mikkel Elbjørn      |
| Herrendoppel | Nelson Heg Wei Keat Teo Ee Yi        | Mohd Lutfi Zaim Abdul Khalid Tan Wee Gieen | Jacco Arends Jelle Maas              |
| Damendoppel  | Imogen Bankier Petya Nedelcheva      | Lena Grebak Maria Helsbøl                  | Amelia Alicia Anscelly Soong Fie Cho |
| Damendoppel  | Imogen Bankier Petya Nedelcheva      | Lena Grebak Maria Helsbøl                  | Gabriela Stoeva Stefani Stoeva       |
| Mixed        | Anders Skaarup Rasmussen Lena Grebak | Valeriy Atrashchenkov Anna Kobceva         | Kim Astrup Maria Helsbøl             |
| Mixed        | Anders Skaarup Rasmussen Lena Grebak | Valeriy Atrashchenkov Anna Kobceva         | Tan Wee Gieen Soong Fie Cho          |